# Олесницкий, Маркеллин Алексеевич
Маркелли́н Алексе́евич Олесни́цкий (1848, Теофиполь, Волынская губерния — 12 (25) марта 1905) — российский богослов, преподаватель и духовный писатель.
Родился в местечке Теофиполь Староконстантиновского уезда Волынской губернии в семье протоиерея.
Брат Акима и Ивана Олесницких. Родился на Волыни в семье священника. Образование получил в духовном училище и затем в духовной семинарии. В 1869 году стал студентом Киевской духовной академии. Окончил это учебное заведение в 1873 году, был на своём курсе лучшим по успеваемости и по этой причине был оставлен преподавать в академии на кафедре нравственного богословия и педагогики. В 1883 году получил звание экстраординарного профессора нравственного богословия, в 1904 году, за несколько месяцев до кончины, стал доктором богословия за исследование «Из системы христианского нравоучения» (Киев, 1896). Никогда не был женат.

## Труды
Главные труды: 
- «Книга Екклезиаст» Архивная копия от 18 мая 2021 на Wayback Machine (магистерская диссертация, Киев, 1873)
- «История нравственности и нравственных учений» (Киев, 1882—1886)
- «Нравственное Богословие или христианское учение о нравственности» Архивная копия от 8 февраля 2021 на Wayback Machine (Киев, 1892)
- «Из системы христианского нравоучения» (Киев, 1896)
- «Курс педагогики. Архивная копия от 21 января 2021 на Wayback Machine Выпуск I. Теория воспитания» (Киев, 1885); выпуск II. «Теория обучения» (там же, 1887).

Ему же принадлежит «Нравственное богословие или христианское учение о нравственности» (3-е издание — Киев, 1901).